# Индер
Инде́р (также Индерское озеро) — крупное самосадочное, бессточное, соляное озеро в северной части Атырауской области Казахстана. Располагается в северной части Прикаспийской низменности, в 10 км к востоку от реки Урал. Площадь зеркала — около 110 км². Площадь водосбора — 425 км².
Форма озера округлая, слегка вытянутая с северо-запада на юго-восток. Диаметр озера — от 10 до 13,5 км. Реки в озеро не впадают, питание в основном подземное: солёные источники, приуроченные к отложениям глин; также талые и дождевые воды весной.
Северные и северо-восточные берега озера окаймляют Индерские горы.

## Использование
Воды озера содержат соли высокого качества с содержанием калия, брома и бора. Ведётся добыча соли. Толщина соляного пласта в отдельных местах достигает 10—15 м (по данным КНЭ, до 56 м). Ещё в XIX веке российские геологи проявляли к изучению озера и его окрестностей повышенный интерес. Ближайший к озеру населённый пункт — посёлок городского типа Индерборский, центр Индерского района Атырауской области, расположен в 10 км к северо-западу.
В год в озере осаждается до 1,5 млн тонн солей (в основном пищевой соли). Глины озера используются в лечебных целях.

## Флора
У озера Индер в Прикаспийской низменности в XIX веке российскими исследователями впервые было обнаружено растение эремурус индерский. 